# Szendrő Zsolt
Szendrő Zsolt (Gödöllő, 1947. június 12. –) magyar agrármérnök, genetikus, állattenyésztő, egyetemi tanár, a Magyar Tudományos Akadémia rendes tagja. Kutatási területe a nyulak nemesítése és -tenyésztése. Az MTA Doktori Tanács állattenyésztési és állatorvostudományi szakbizottságának tagja.

## Életpályája
1964–1969 között a Gödöllői Agrártudományi Egyetem hallgatója volt. 1970–1987 között a gödöllői Kisállattenyésztési Kutatóintézet tudományos kutatója volt. 1975-ben mezőgazdasági genetikus szakmérnök lett. 1987–1992 között a Pannon Agrártudományi Egyetem kaposvári Állattenyésztési Karán tudományos főmunkatárs, 1992–1996 között egyetemi docens volt. 1994-től kisállattenyésztési tanszékvezető volt. 1996-ban kapta meg egyetemi tanári kinevezését, 2017-ben emeritálták. 1987-ben védte meg az agrártudományok kandidátusi, 1997-ben pedig a mezőgazdasági tudományok doktori értekezését. 2016-ban a Magyar Tudományos Akadémia levelező, 2022-ben pedig rendes tagjává választották. 1999-től a World Rabbit Science szerkesztőbizottsági tagja. 2000-től a Nyúltenyésztési Világszövetség alelnöke. 2016-ban a Magyar Tudományos Akadémia levelező, 2022-ben rendes tagja lett.
Kutatási területe a nyúl- és prémesállat-tenyésztés.

## Családja
Szülei Szendrő Sándor és Mogyorós Mária voltak. 1974-ben házasságot kötött Marton Évával. Két lányuk született: Ivett (1974) és Katalin (1981).

## Művei
- Nyúltenyésztők kézikönyve (1985)
- A házinyúl gyakoribb fialtatása (1986)
- Nyúltenyésztési Tudományos Nap (1990–1993; 1996–1997; 1999; 2001; 2004–2011)
- Nyúltenyésztés (egyetemi jegyzet, 1992; 1998)
- A házinyúl szaporítása és nevelése (1995)
- Jubileumi Nyúltenyésztési Tudományos Nap (1998)
- Nyúltenyésztés: szaporítás, felnevelés (1999)
- Nyúltenyésztés: fajták és fenntartásuk (2000)
- Nyúl (2002)
- Behaviour of growing rabbits under various housing conditions (2008)
- Effect of floor type on behavior and productive performance of growing rabbits (2014)

## Díjai, kitüntetései
- Tudományos Életért Alapítvány aranygyűrűje (1997)
- Széchenyi professzor-ösztöndíj (1997-2000)
- Világkongresszus legjobb előadása (2004, 2008)
- A Magyar Érdemrend lovagkeresztje (2005)
- Akadémiai Díj (2007)
- Szent-Györgyi Albert-díj (2012)
- a Magyar Érdemrend középkeresztje (2022)